# Vielgestreifter Schneckenbuntbarsch
Der Vielgestreifte Schneckenbuntbarsch (Neolamprologus multifasciatus) oder auch Multi zählt zu den Buntbarschen und lebt endemisch im Tanganjikasee in Ostafrika. Er gehört zu den sogenannten Schneckenbuntbarschen und lebt im See in großen Feldern von leeren Schneckenhäusern der Gattung Neothauma, brütet aber auch in der Geröllzone in Felsspalten. 
Die Art bildet Kolonien, in denen die einzelnen Mitglieder nur relativ kleine Reviere beanspruchen und sich die Jungfische als Brutpflegehelfer betätigen, das heißt, sie helfen bei der Verteidigung des Reviers und bei der Versorgung ihrer jüngeren Geschwister. Männchen erreichen eine Größe von bis zu 4 cm, Weibchen bleiben mit circa 3 cm etwas kleiner. 
Es handelt sich um einen für Aquarien gut geeigneten Fisch, da dieser sich auch in relativ kleinen Becken (am besten ab 54 l) pflegen lässt und leicht nachzuzüchten ist. 
Neolamprologus multifasciatus kann ein Alter von über vier Jahren erreichen.